# Juncus gracilescens
Juncus gracilescens là một loài thực vật có hoa trong họ Juncaceae. Loài này được F.J.Herm. ex Wadmond mô tả khoa học đầu tiên năm 1947.